# رباط كبدي إثناعشري
الرباط الكبدي الإثناعشري أو الرباط الكبدي العفجي (بالإنجليزية: Hepatoduodenal ligament)‏ هو جزء من الثرب الصغير.

## التشريح
يمتد بين باب الكبد والجزء العلوي من العفج.

## المحتويات
يمر عبره البنى أو الأجزاء التالية والتي تعرف إجمالاً بالثالوث البابي: 
- الشريان الكبدي المخصوص.
- الوريد البابي.
- القناة الصفراوية المشتركة.

الضغط اليدوي على الرباط الكبدي الإثناعشري أثناء العمليات الجراحية يعرف بمناورة برينجل. 

## الوصلات الخارجية
- رسم تشريحي: 37:04-03 في هيومان أناتومي أونلاين
- صورة تشريحية : 7830
- التجويف البطني في درس التشريح من قبل وايسلي نورمان (جامعة جورج تاون)
- تطور جوف الصفاق صفحة 6 من 14